# بانک مسقط

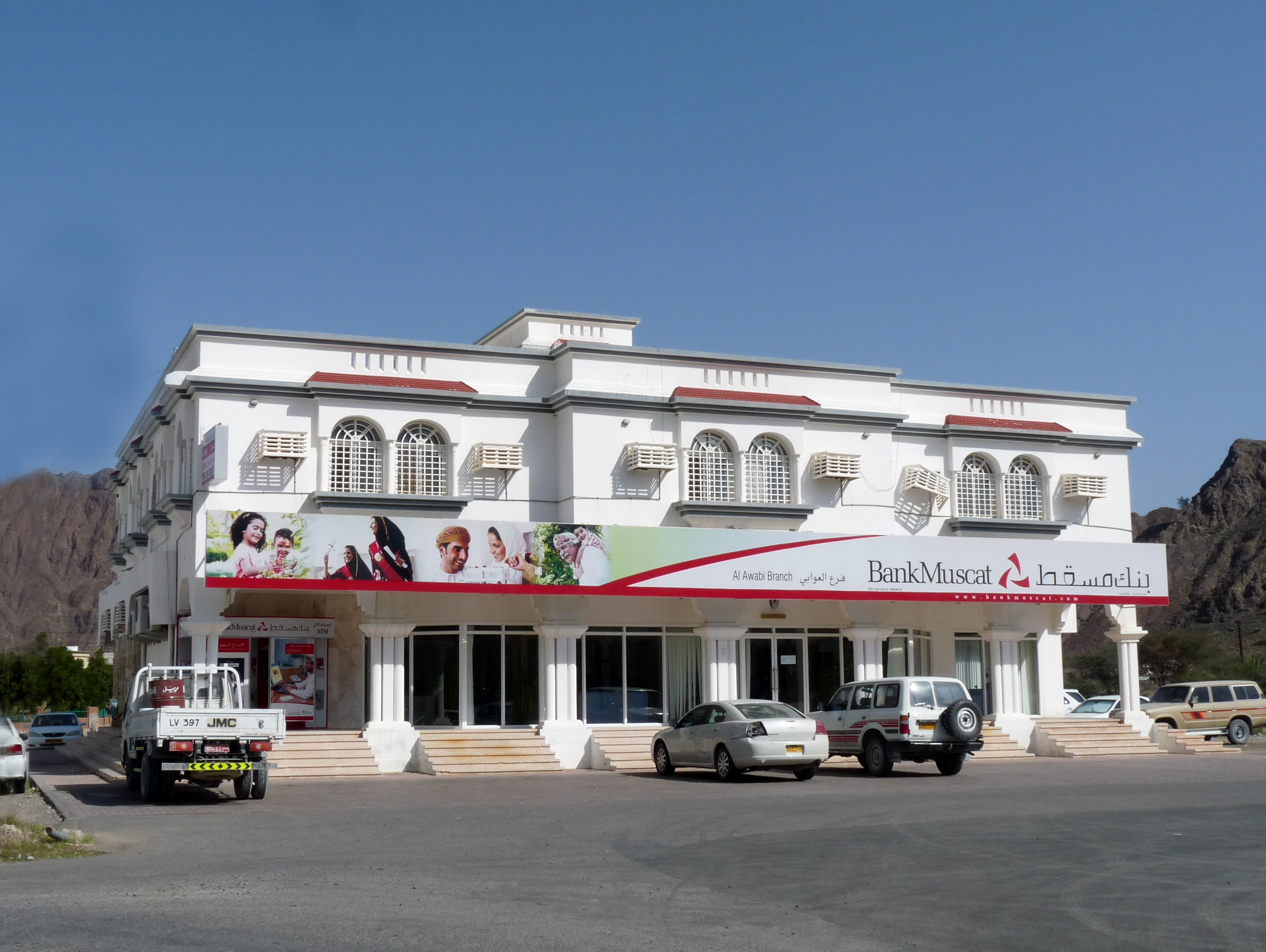
شعبه‌ای از بانک مسقط در شمال عمان

بانک مسقط (به انگلیسی: BankMuscat) شرکت خدمات مالی و بانکداری عمانی است، که طیف وسیعی از خدمات بانکی شامل بانکداری خرد، بانکداری اختصاصی، بانکداری شرکتی، بانکداری سرمایه‌گذاری و مدیریت دارایی را ارائه می‌نماید.
بانک مسقط در سال ۱۹۸۲ راه‌اندازی شد و در حال حاضر مالک شبکه‌ای از ۱۴۲ شعبه بانک و ۵۹۴ دستگاه خودپرداز می‌باشد. در پایان سال مالی ۲۰۱۳ بانک مسقط با ارزش بازاری معادل ۴٫۱ میلیارد دلار، در فهرست فوربز جهانی ۲۰۰۰ در رتبه ۱۶۲۹ از فهرست بزرگترین شرکت‌های جهان قرار گرفت.
شعبه مرکزی این بانک در شهر مسقط، عمان قرار دارد و بخشی از سهام آن در بازار بورس مسقط معامله می‌شود.